# Pal (Andorre)
Pour les articles homonymes, voir Pal.
Pour la station de ski, voir Pal Arinsal.
Pal (prononcé en catalan : /ˈpaɫ/) est un village d'Andorre situé dans la paroisse de La Massana qui comptait 260 habitants en 2017.

## Toponymie
Dans son Onomasticon Cataloniae, le linguiste Joan Coromines considère qu'il est difficile de s'avancer avec certitude quant à l'origine du toponyme Pal compte tenu de sa brièveté mais également de la faible variabilité des formes toponymiques anciennes présentes dans les diverses sources écrites. Il propose néanmoins quatre hypothèses principales :
- Une origine à partir du latin palus -udĭs (« marécage ») comme dans le cas de la ville de Pau qu'il juge cependant très improbable au vu de la situation topographique du village[3],[4].
- Une origine à partir du mot catalan typiquement pyrénéen pala qui désigne un versant de montagne particulièrement pentu (quasiment vertical)[3],[5]. Cette hypothèse paraît toutefois excessive au vu des caractéristiques topographiques du lieu[3].
- Un lien avec pal, signifiant « poteau » en catalan [6]. Dans ce cas, le poteau aurait une fonction d'indicateur afin de marquer un chemin. Le village se trouve en effet sur la voie permettant de relier l'Andorre aux vallées voisines de la commune d'Alins (Val de Tor et Vall Ferrera) par l'intermédiaire du col de la Botella et du port de Cabús. C'est cette hypothèse qui a la préférence de Coromines[3].
- Enfin, une possible origine pré-romane est évoquée mais jugée indémontrable[3].

## Géographie

### Localisation
Le village se situe dans une vallée orientée vers le sud-ouest. Le coeur historique de Pal est bâti sur la rive gauche du riu de Pal peu en amont de son confluent avec le riu del Prat del Bosc. Comme la plupart des villages andorrans, Pal s'est développé sur un versant ensoleillé (solana). Géologiquement le cœur historique du village est bâti sur un sol calcaire de même nature que celui des sommets qui dominent le village au nord comme l'Alt de Capa (2 572 m),. 
Pal est accessible par la route CG-4 qui relie le village à La Massana en passant par Xixerella et Erts. Pal se trouve ainsi à 6 km de La Massana et à 12 km de la capitale Andorre-la-Vieille. Après le village de Pal, la route se poursuit jusqu'au port de Cabús sur la frontière espagnole.
La réserve de Xixerella, espace naturel protégé de 700 ha s'étend au nord du village. Pal est relié à la station de sports d'hiver de Pal Arinsal par la route CS-420. La station se situe à 2 km au sud du village.

### Climat
| Mois                              | jan. | fév. | mars | avril | mai   | juin | jui. | août | sep. | oct. | nov. | déc. | année |
| --------------------------------- | ---- | ---- | ---- | ----- | ----- | ---- | ---- | ---- | ---- | ---- | ---- | ---- | ----- |
| Température minimale moyenne (°C) | −3,3 | −3,3 | −1,3 | 0,6   | 4,2   | 7,8  | 10,2 | 10   | 7,2  | 4,1  | 0,1  | −2,3 | 2,9   |
| Température moyenne (°C)          | 0,9  | 1,5  | 5    | 5,5   | 9,3   | 13,4 | 16,5 | 16,1 | 12,8 | 8,9  | 4,3  | 1,6  | 8     |
| Température maximale moyenne (°C) | 5,1  | 6,4  | 9,5  | 10,7  | 14,9  | 19,1 | 23,3 | 22,9 | 18,9 | 14   | 8,7  | 5,6  | 13,3  |
| Précipitations (mm)               | 65,3 | 36,8 | 49,7 | 87,2  | 105,6 | 95,4 | 71,2 | 87,1 | 89,5 | 89   | 97,2 | 77,5 | 951,4 |

## Patrimoine
- Le village abrite l'église Sant Climent de Pal (Església de Sant Climent de Pal), de style roman, bâtie au XIe siècle et constituant l'un des plus anciens édifices religieux de l'Andorre[12]. Celle-ci est en particulier remarquable pour ses fenêtres géminées (seul exemple en Andorre) ainsi que pour ses peintures murales du XVIe siècle[13].
- Le Centre d’interprétation Andorre romane est un espace présentant l’histoire et les spécificités de l'art roman en Andorre se trouvant à proximité de l'église Sant Climent[14].
- La station de Pal Arinsal, située à 2 km du village.
- La réserve de Xixerella est un espace naturel protégé de 700 ha s'étendant au nord du village comprenant des sentiers de randonnée[7].
- L'artiste américain Dennis Oppenheim a réalisé la sculpture « Tempête dans une tasse de thé » érigée dans le village au niveau du Coll de la Botella[15].

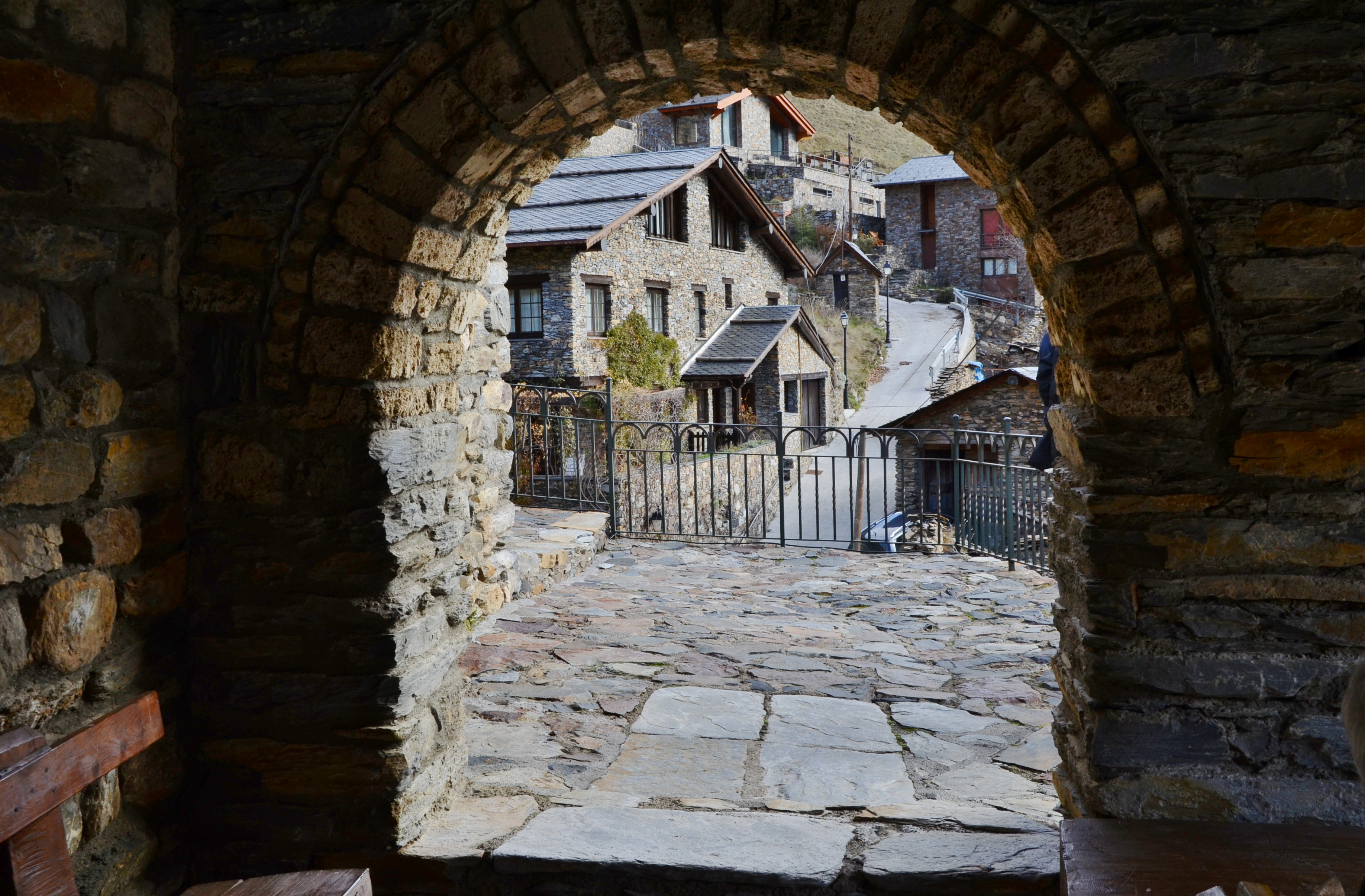
Rue de Pal.
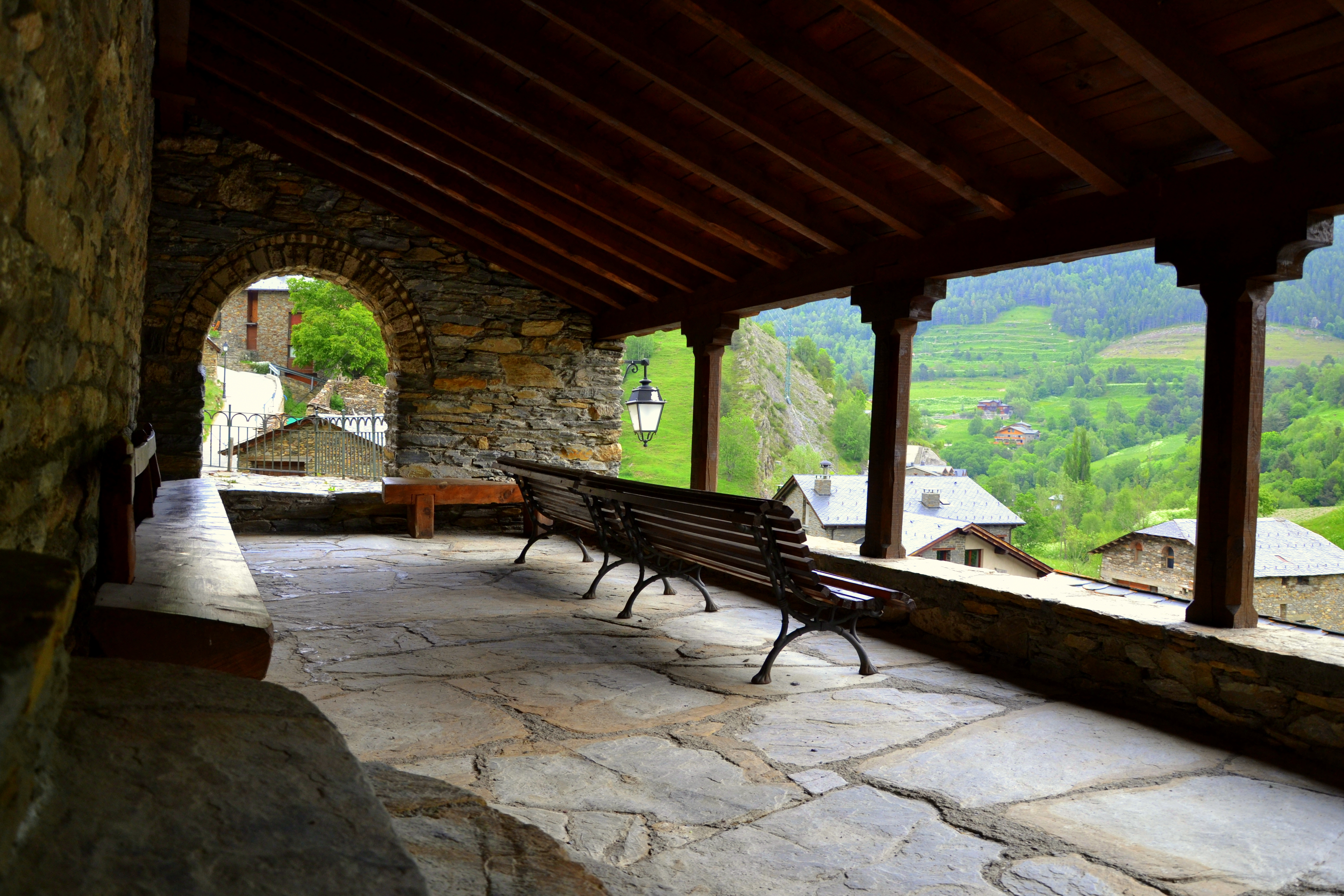
Vue depuis l'église Sant Climent.
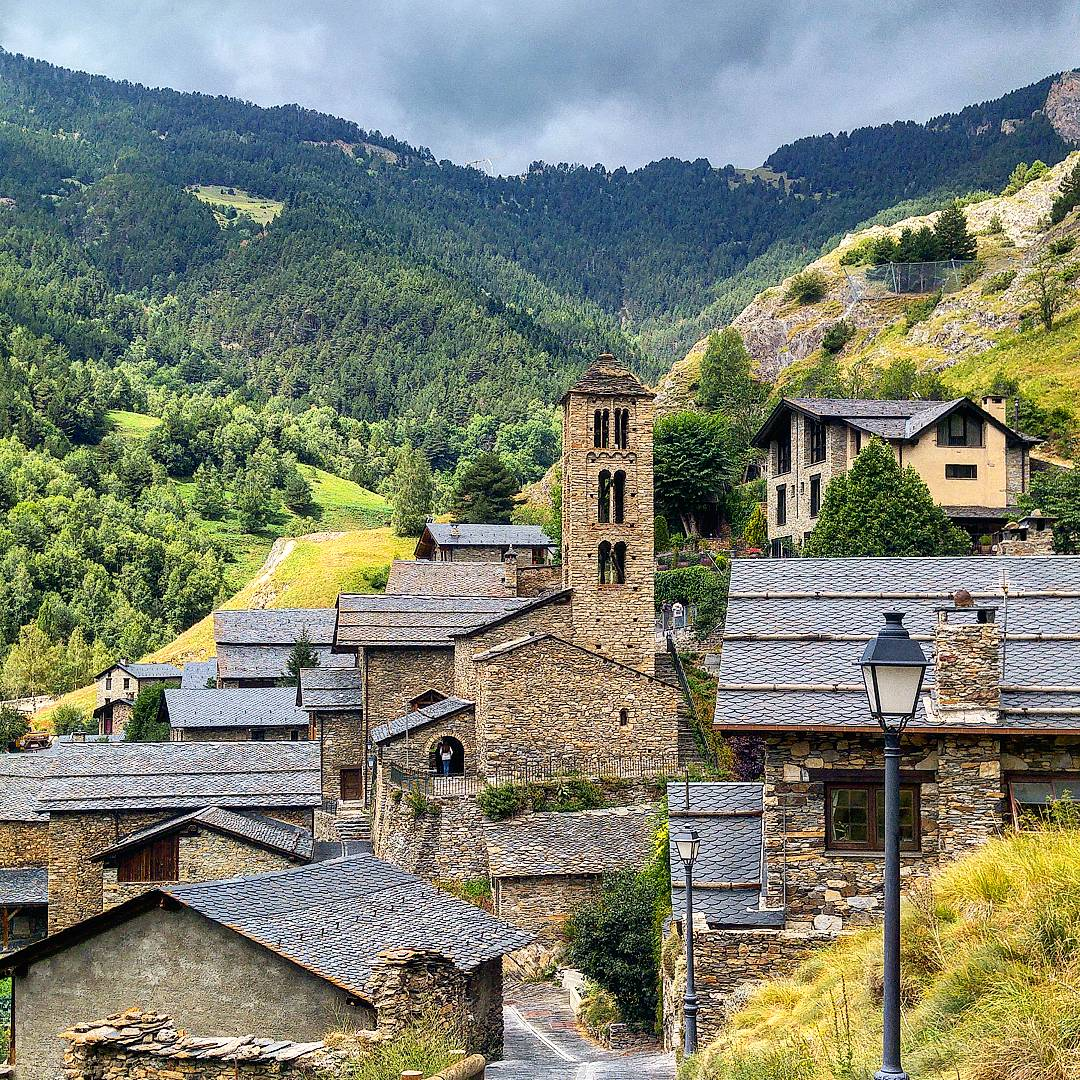
Village et vallée de Pal.
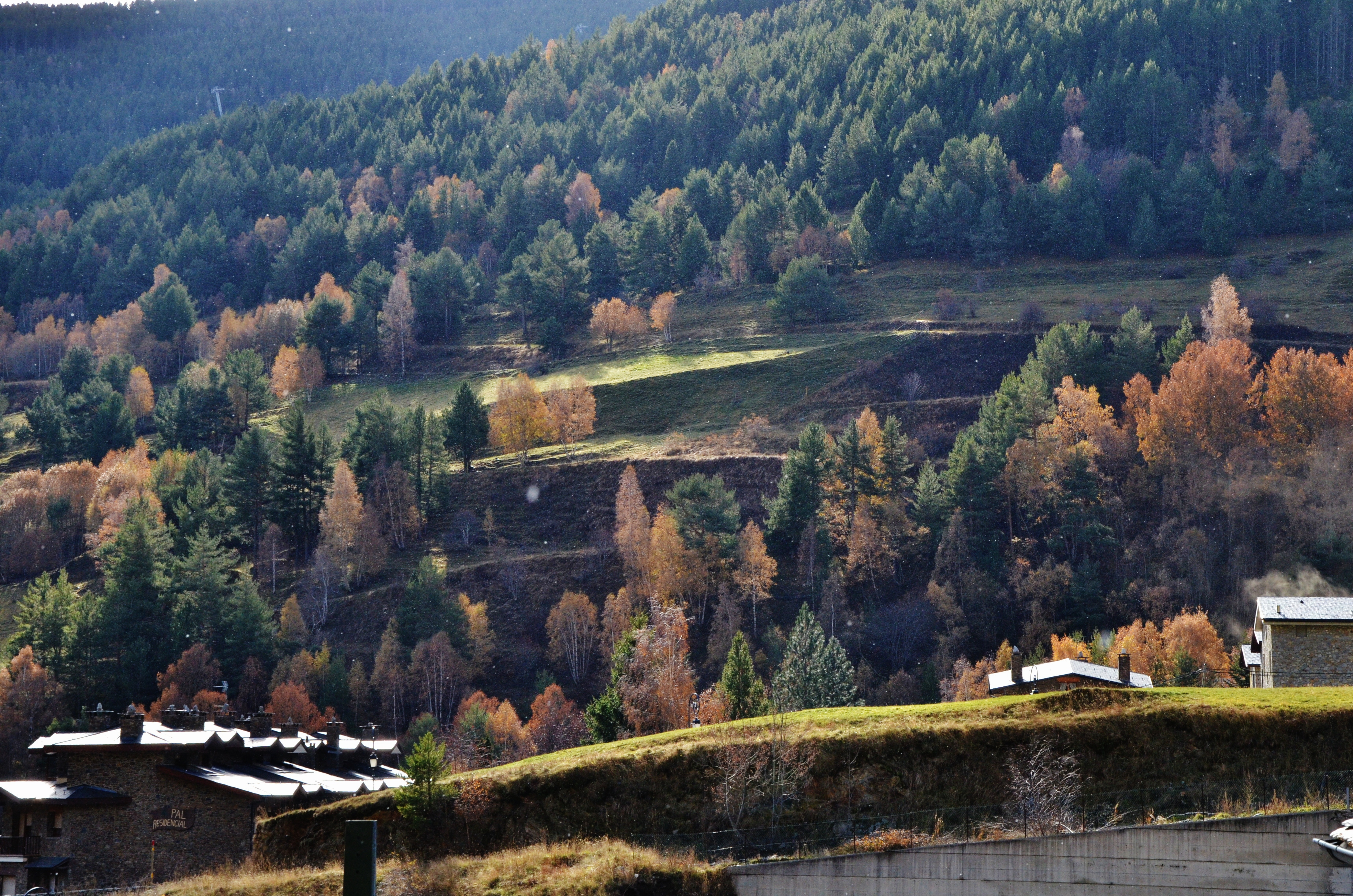
Réserve de Xixerella.

## Histoire
La station de sports d'hiver de Pal a été installée en 1982. Le développement hôtelier consécutif a été moins intense que dans le village voisin d'Arinsal et a permis à Pal de conserver son charme de village de montagne.

## Cyclisme
Le village de Pal voit de nombreuses arrivées de courses cyclistes notamment l'arrivée d'une étape du Tour de Catalogne en 1997 et 2002 et 2004 et 2005.

### Tour de France
Le 19 juillet 1993, la montée de Pal constitue l'arrivée de la 15e étape du Tour de France 1993 partie de Perpignan. Elle est remportée par le Colombien Oliverio Rincón après 231,5 km de course.
| Édition             | Étape                                         | Vainqueur de l'étape |
| ------------------- | --------------------------------------------- | -------------------- |
| Tour de France 1993 | 15e étape : Perpignan - Andorre Montée de Pal | Oliverio Rincón      |

### Vuelta
| Édition | Étape                                                               | Vainqueur de l'étape |
| ------- | ------------------------------------------------------------------- | -------------------- |
| 2010    | 11e étape : Vilanova i la Geltrú - Andorra (Vallnord / secteur Pal) | Igor Antón           |

## Démographie
La population de Pal était estimée en 1838 à 75 habitants et à 100 habitants en 1875.

### Époque contemporaine
| 1984 | 1985 | 1986 | 1987 | 1988 | 1989 | 1990 | 1991 | 1992 |
| ---- | ---- | ---- | ---- | ---- | ---- | ---- | ---- | ---- |
| 77   | 81   | 86   | 90   | 95   | 95   | 106  | 114  | 117  |

| 1993 | 1994 | 1995 | 1996 | 1997 | 1998 | 1999 | 2000 | 2001 |
| ---- | ---- | ---- | ---- | ---- | ---- | ---- | ---- | ---- |
| 115  | 124  | 119  | 122  | 151  | 166  | 168  | 177  | 173  |

| 2002 | 2003 | 2004 | 2005 | 2006 | 2007 | 2008 | 2009 | 2010 |
| ---- | ---- | ---- | ---- | ---- | ---- | ---- | ---- | ---- |
| 180  | 211  | 225  | 225  | 229  | 225  | 243  | 229  | 215  |

| 2011 | 2012 | 2013 | 2014 | 2015 | 2016 | 2017 | - | - |
| ---- | ---- | ---- | ---- | ---- | ---- | ---- | - | - |
| 222  | 236  | 236  | 250  | 260  | 265  | 260  | - | - |